# Uta Merzbach
Pour les articles homonymes, voir Merzbach.
Uta Caecilia Merzbach (née le 9 février 1933 à Berlin; décédée le 27 juin 2017 à Georgetown, au Texas) est une mathématicienne et historienne des mathématiques américaine,.

## Carrière
Merzbach étudie les mathématiques à l'Université du Texas à Austin où elle est diplômée en 1952 puis elle obtient son doctorat en 1954 à l'Université Harvard sous la direction de Garrett Birkhoff et I. Bernard Cohen avec une thèse intitulée Quantity of Structure: Development of Modern Algebraic Concepts from Leibniz to Dedekind. Dès 1953, elle enseigne au Radford College (Radford School for Girls), de 1960 à 1963, à l'université d'Harvard et de 1963 à 1987, elle est conservateur à la Smithsonian Institution. À partir de 1987, elle est directrice de l'Institut LHM d'histoire des mathématiques.
Elle s'intéresse à l'histoire des mathématiques du XIXe et du  XXe siècle et à l'histoire des instruments mathématiques. En 1989 elle publie une deuxième édition de l'ouvrage de référence de Carl Benjamin Boyer (A history of mathematics, 1968), et en 2011 une troisième.

## Publications
- avec Carl Boyer A history of mathematics, Wiley 2011
- Georg Scheutz and the first printing calculator, Smithsonian Institution Press 1977
- avec Garrett Birkhoff Sourcebook of Classical Analysis, Harvard University Press 1973
- avec Peter Duren (éd) A century of Mathematics in America, American Mathematical Society, 3 vol, 1988, 1989
- Carl Friedrich Gauss, a bibliography, Wilmington, Delaware, Scholarly Resources 1984 (comportant 551 pages)